# دودمان هانوفر

نشان پادشاهی هانوفر

دودمان هانوفر (به آلمانی: House of Hanover) یکی از دودمان‌های پادشاهی بریتانیا با تبار آلمانی بود که اعضای آن به‌دنبال پادشاهی جرج لوئیز، فرمانروای هانوفر با عنوان جرج یکم بریتانیای کبیر از ۱۷۱۴ تا ۱۹۰۱ که ملکه ویکتوریا درگذشت بر مسند قدرت بودند.

## فرمانروایان
نخستین پادشاه این خاندان جرج یکم، نتیجهٔ جیمز یکم از سمت مادرش سوفیا بود که تنها بازماندگان پروتستان مذهب شاه پیشین انگلستان محسوب می‌شدند. او جانشین ملکه آن از خاندان استوارت شد که در ۱۷۱۴ بدون آنکه جانشینی داشته باشد درگذشت.
با توجه به توافق‌نامهٔ سال ۱۷۰۱ مبنی بر حفظ قدرت در دست پروتستان‌ها که به دنبال انقلاب باشکوه در ۱۶۸۸-۹ به‌تصویب رسیده بود، قرار بر این بود که درصورت درگذشت آن بدون وارث، سوفیا، نوهٔ جیمز یکم (و مادر جرج یکم) جانشین او شود. اما سوفیا دو ماه پیش از مرگ آن درگذشت و پسرش جرج لوئیز، که در آن زمان فرمانروای هانوفر بود وارث تاج و تخت شد و پس از مرگ ملکه با عنوان جرج یکم بریتانیای کبیر تاجگذاری کرد.
دوران فرمانروایی جرج یکم تا ۱۷۲۷ طول کشید و پس از او پسرش با عنوان جرج دوم تا ۱۷۶۰ قدرت را در دست گرفت. با درگذشت جرج دوم نوه‌اش جرج سوم در ۱۷۶۰ بر تخت نشست و در ۱۸۲۰ پسرش با عنوان جرج چهارم پادشاه بریتانیا شد. او تا ۱۸۳۰ حکومت کرد و پس از مرگش برادرش با عنوان ویلیام چهارم قدرت را به مدت ۷ سال در اختیار گرفت. ویلیام که فرزند مشروعی نداشت در ۱۸۳۷ درگذشت و برادرزاده‌اش ویکتوریا شهبانوی پادشاهی متحده شد.
| نگاره | نام پادشاه یا شهبانو                               | دوران فرمانروایی | نسبت با فرمانروای پیشین           |
| ----- | -------------------------------------------------- | ---------------- | --------------------------------- |
|       | جرج یکم بریتانیای کبیر و ایرلند                    | ۱۷۱۴-۱۷۲۷        | نتیجهٔ جیمز یکم از سمت مادرش سوفیا |
|       | جرج دوم بریتانیای کبیر و ایرلند                    | ۱۷۲۷-۱۷۶۰        | پسر جرج یکم                       |
|       | جرج سوم پادشاهی متحدهٔ بریتانیای کبیر و ایرلند      | ۱۷۶۰-۱۸۲۰        | نوهٔ جرج دوم                       |
|       | جرج چهارم پادشاهی متحدهٔ بریتانیای کبیر و ایرلند    | ۱۸۲۰-۱۸۳۰        | پسر جرج سوم                       |
|       | ویلیام چهارم پادشاهی متحدهٔ بریتانیای کبیر و ایرلند | ۱۸۳۰-۱۸۳۷        | برادر جرج چهارم                   |
|       | ویکتوریای پادشاهی متحدهٔ بریتانیای کبیر و ایرلند    | ۱۸۳۷-۱۹۰۱        | برادرزادهٔ ویلیام چهارم            |

فرمانروایی هانوفر که در ۱۸۱۴ خود نیز تبدیل به یک پادشاهی شده بود تا پیش از برتخت نشستن ملکه ویکتوریا به شاهان بریتانیا می‌رسید اما با توجه به قانون سالیک که زنان را از فرمانروایی بر هانوفر محروم می‌ساخت این مقام در ۱۸۳۷ به ارنست آگوستوس، دوک کامبرلند و برادر ویلیام چهارم منتقل شد.
ملکه ویکتوریا آخرین فرمانروای پادشاهی متحده از خاندان هانوفر بود و با مرگ او در ۱۹۰۱، پسرش ادوارد هفتم از خاندان «ساکس-کوبورگ-گوثا» (در اصل خانوادهٔ پدرش پرنس آلبرت) جانشین او شد که نام این خاندان بعدتر توسط جرج پنجم در ۱۹۱۷ به خاندان ویندزور تغییر یافت.